# Marcusenius furcidens
Marcusenius furcidens är en fiskart som först beskrevs av Pellegrin 1920.  Marcusenius furcidens ingår i släktet Marcusenius och familjen Mormyridae. IUCN kategoriserar arten globalt som nära hotad. Inga underarter finns listade i Catalogue of Life.